# Colonia Francisco I. Madero Tecóac
Colonia Francisco I. Madero Tecóac är en ort i Mexiko.   Den ligger i kommunen Huamantla och delstaten Tlaxcala, i den sydöstra delen av landet, 130 km öster om huvudstaden Mexico City. Colonia Francisco I. Madero Tecóac ligger 2 448 meter över havet och antalet invånare är 154.
Terrängen runt Colonia Francisco I. Madero Tecóac är platt söderut, men norrut är den kuperad. Colonia Francisco I. Madero Tecóac ligger nere i en dal. Runt Colonia Francisco I. Madero Tecóac är det ganska tätbefolkat, med 248 invånare per kvadratkilometer. Närmaste större samhälle är Huamantla, 8,8 km söder om Colonia Francisco I. Madero Tecóac. Trakten runt Colonia Francisco I. Madero Tecóac består till största delen av jordbruksmark.